# واتاپانا (استان مرکزی)
واتاپانا (به لاتین: Watapana) یک منطقهٔ مسکونی در سری‌لانکا است که در استان مرکزی (سری‌لانکا) واقع شده‌است.